# Guillaume de Machaut
Guillaume de Machaut, francoski skladatelj in pesnik, * okrog 1300, † 13. april 1377, Reims.
Zaradi svoje stilne in oblikovne raznolikosti, pa tudi velikanskega opusa je bil najpopularnejši skladatelj 14. stoletja in najpomembnejši skladatelj glasbene struje, imenovane ars nova. Močno je vplival na razvoj moteta in posvetnih pesmi (chanson, lai, virelai). Zložil je tudi prvi popolni mašni ordinarij (Messe de Nostre Dame), ki ga lahko pripisujemo enemu avtorju.
Verjetno se je rodil v kraju Reims. Med letoma 1323 in 1346 je bil tajnik grofa Johanna von Luxemburga (ki je bil tudi kralj Češke, Moravske in Šlezije). Najverjetneje je kralja spremljal na različnih potovanjih in vojaških pohodih po Evropi, v tem času je bil imenovan z nazivom kanonik. Ko je bil leta 1346 njegov delodajalec ubit v bitki pri Crécyju, si je poiskal službo pri mnogih aristokratih, vštevši »bodočega« kralja Karla V.
Machaut je preživel pandemijo kuge, ki je v tistem času kosila po Evropi, in preživel starost v Reimsu, kjer je komponiral in prepisoval svoje starejše rokopise. V tem času naj bi tudi imel ljubezensko razmerje z 19-letno Péronne d'Armentières, ki jo je napravil nesmrtno v svoji pesnitvi Le Voir Dit (verjetno med 1361 - 1365). Ko je Machaut umrl, so mnogi skladatelji pisali elegije, ki so objokovale njegovo smrt.
Njegovo pesniško delo obsega dva velika cikla, Le Remède de Fortune (Zdravilo zle sreče) in Le Voir Dit (Resnična zgodba).